# Џенет Голдстин
Џенет Елиз Голдстин (енгл. Jenette Elise Goldstein, IPA: ) је америчка глумица, рођена 4. фебруара 1960. у Лос Анђелесу (Калифорнији). Позната је по улози Хиспаноамериканке Васкез из филма Осми путник 2. Позната је и по томе што ликови које глуми најчешће погину до краја филма. Добила је надимак „Камелеон“, пошто ју је готово немогуће препознати од улоге до улоге (глумила је опаку и наоружану жену, домаћицу, детективку, медицинску сестру, ирску емигранткињу, собарицу, припадницу специјалних снага итд.).

## Филмографија
| Улоге Џенет Голдстин |                            |               |                                   |          |
| Година               | Српски назив               | Изворни назив | Улога                             | Напомена |
| 1986.                | Осми путник 2              |               | Џенет Васкез                      |          |
| 1987.                | Смртоносно оружје 2        |               | Меган Шапиро                      |          |
| 1987.                | Близу таме                 |               | Дајмондбек                        |          |
| 1991.                | Терминатор 2: Судњи дан    |               | Џанел Војт                        |          |
| 1994.                | Звездане стазе: Генерације |               | УСС Ентерпрајз-Б научни службеник |          |
| 1997.                | Титаник                    |               | Ирска мајка                       |          |
| 1998.                | Параноја у Лас Вегасу      |               | Алис, чистачица                   |          |
| 2008.                | Аутопсија                  |               |                                   |          |